# Roslin, Skottland
Roslin är en by i Midlothian i Skottland. Byn är belägen 10 km 
från Edinburgh. Orten har 1 670 invånare (2016).